# Kahwa

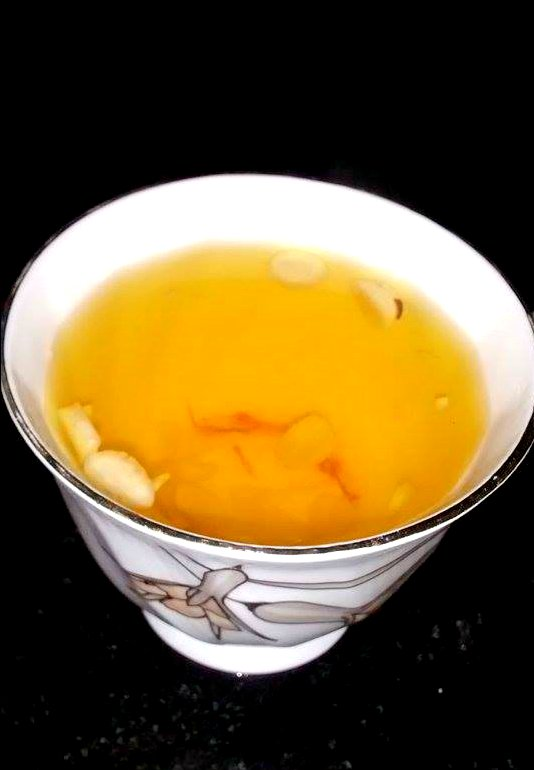
Kahwa - tradycyjny napój z zielonej herbaty.

Kahwa (urdu: قہوہ, ang.: również kahwah, qehwa, kehwa) –  tradycyjny kaszmirski sposób przyrządzania zielonej herbaty.
Listki herbaty gotuje się razem z szafranem, korą cynamonu i strączkami kardamonu.
Najczęściej dodaje się również miód oraz rozdrobnione migdały lub orzechy włoskie.